# Liga Suprema de Ucrania 1998-99
La Liga Suprema de Ucrania 1998-99 fue la octava edición del campeonato de fútbol de máximo nivel en Ucrania. Dinamo Kiev ganó el campeonato.

## Tabla de posiciones
|     | Equipo                       | Pts | PJ | PG | PE | PP | GF | GC |
| --- | ---------------------------- | --- | -- | -- | -- | -- | -- | -- |
| 1.  | Dinamo Kiev                  | 74  | 30 | 23 | 5  | 2  | 75 | 17 |
| 2.  | Shajtar Donetsk              | 65  | 30 | 20 | 5  | 5  | 70 | 25 |
| 3.  | Kryvbas Kryvyi Rih           | 59  | 30 | 16 | 11 | 3  | 43 | 18 |
| 4.  | Karpaty Lviv                 | 55  | 30 | 15 | 10 | 5  | 54 | 34 |
| 5.  | Metalurg Mariupol            | 48  | 30 | 14 | 6  | 10 | 35 | 27 |
| 6.  | Metalist Járkov              | 47  | 30 | 14 | 5  | 11 | 31 | 32 |
| 7.  | CSKA Kiev                    | 43  | 30 | 11 | 10 | 9  | 37 | 35 |
| 8.  | Metalurg Zaporizhia          | 42  | 30 | 12 | 6  | 12 | 46 | 43 |
| 9.  | Tavriya Simferopol           | 37  | 30 | 10 | 7  | 13 | 33 | 39 |
| 10. | Vorskla Poltava              | 35  | 30 | 10 | 5  | 15 | 36 | 43 |
| 11. | Zirka Kirovohrad             | 34  | 30 | 9  | 7  | 14 | 31 | 40 |
| 12. | Dnipro Dnipropetrovsk        | 32  | 30 | 9  | 5  | 16 | 28 | 46 |
| 13. | Nyva Ternopil                | 31  | 30 | 8  | 7  | 15 | 29 | 41 |
| 14. | Metalurg Donetsk             | 28  | 30 | 7  | 7  | 16 | 27 | 51 |
| 15. | Prykarpattya Ivano-Frankivsk | 24  | 30 | 6  | 6  | 18 | 24 | 59 |
| 16. | SC Mykolaiv                  | 12  | 30 | 2  | 6  | 22 | 18 | 67 |

|  | Campeón de Ucrania y clasificado a la segunda ronda previa de la Liga de Campeones |
|  | Ronda previa de la Copa de la UEFA                                                 |
|  | Primera ronda Copa de la UEFA                                                      |
|  | Promoción por no descender                                                         |
|  | Descenso a la Persha Liha                                                          |

### Promoción
Prykarpattya Ivano-Frankivsk 2-1 FC Cherkassy
Prykarpattya Ivano-Frankivsk permanece en la primera división.